# Шлеска племена
Шлеска племена (пољ. plemiona śląskie) — европска племена Западних Словена, који су живели на територији Шлеске. Територија, на којој су живели постаје део Великоморавске кнежевине 875. године, а 990. године она је постала део бивше пољске државе коју је основао Мјешко I, а касније проширио краљ Болеслав I почетком 11. века.
Ова племена се обично сматрају делом пољских племена. Док се два племена из ове групе понекад сматрају Чесима.
Шлеска племена, заједно са Пољанима, Мазовљанима, Висланима и Поморјанима сматрају се најважнијим пољским племенима.
Ових пет племена «су још увек уско повезана заједничком културом и језиком за разлику од германских племена».

## Шлеска племена
- Бежунчани ?
- Бобрјани
- Голеншићи
- Дедошани
- Опољани
- Шлезани (Слежани)
- Слупљани
- Шлески Хрвати ?